# Agrostis minor
Agrostis minor é uma espécie de gramínea do gênero Agrostis, pertencente à família Poaceae.